# Широколистна гора
Широколистните гори са гори, образувани от листопадни (зелени през лятото) дървета с широки и плоски листа.

## Географско положение
Широколистните гори са разположени в умерените климатични пояси на северното и южното полукълбо, между 30° и 40°с. ш. и 30° и 45° ю.ш. Обхващат източните части на Северна Америка и канадското тихоокеанско крайбрежие, Европа, Северен Китай и Япония, а в Южното полукълбо – Чилийския архипелаг, остров Тасмания и Нова Зеландия. Навсякъде в изброените райони те се явяват основна растителност, разположена между иглолистнити (бореални) гори (виж тайга) на север и степите, средиземноморската или субтропичната растителност на юг.

## Климат, почви
Широколистните гори са разпространени във влажните и умерено влажните райони на умерения климатичен пояс с отслабена континенталност, с равномерно годишно разпределение на валежите и относително високи температури. Зимата е мека, влажна, а лятото топло и сухо. По крайбрежието на Източна Азия под влияние на мусон лятото е влажно. В района на широколистните гори са развити сиви, тъмносиви и кафяви горски почви и по-рядко черноземни, а покрай реките – алувиални.

## Флора
Широколистните гори се делят на тъмни и светли. Тъмни са буковите гори, а светли – дъбовите. Широколистните гори се състоят от 2 етажа. Под тях като 3-ти етаж е развит подлес, състоящ се предимно от храсти, а под него, като 4-ти и 5-и етаж – тревисто-храстова растителност. В Европа преобладават буковите, дъбовите, а по-рядко габъровите и липовите гори. Освен основните видове за Европа са обичайни още клен, ясен, бреза, бряст, върба. В Северна Америка най-широко са разпространени кленово-буковите и дъбово-хикоровите, а в миналото (до унищожаването на кестена от паразитната гъба Endothia parasitica) – дъбово-кестеновите гори. Тук най-често срещаните дървета са лириодендрон, ликвидамбар, липа и др. В подзоната на иглолистно-широколистните (смесени) гори значителна част от дървета са представени от бор, смърч, лиственица и други иглолистни видове. За подлеса в Европа най-характерни са видовете леска, полски и татарски клен, джанка, чашкодрян, бъз, къпина, леска и др. В тревната покривка под широколистните гори в Европа преобладават мезофилните евтрофни или мезотрофни видове – млечка, копър, коприва, копитник, медуница, Asperula, власиста острица и др. Освен тях тук виреят и свйствените за пролетта ефемероиди-геофити: видове от рода Coridalis, анемоне, Cardamine, кокиче, синчец, жълт гарвански лук и др., които успяват да преминат целия си цикъл на развитие (от разлистването до образуването на семена) през пролетта, преди разлистването на дърветата. Тук се среща и растението ендемит женшен, от чиито корени се правят ценни лекарства. В Южното полукълбо най-характерното дърво за широколистните гори е южния бук (Nothofagus).

## Фауна
Животинският свят е богат. Тук обитават опасният амурски тигър, петнистият елен, дивата котка, в планините на Китай – пандата, а от птиците – фазан, птица мандарин, японски жерав, синигер и др.

## Екологични проблеми
Широколистните гори са по-силно засегнати от дейността на хората. Голяма част от тях в Европа и в Северна Америка отдавна са изсечени, за да се осигурят земи за обработване и пасища, за изграждане на селища и пътища, което води до застрашаването на много от животинските видове, пребиваващи там.